# هدى حمد
هدى حمد (ولدت عام 1981 في سلطنة عمان)، كاتبة وصحفية عمانية لها خمس مجموعات قصصية وأربع روايات. وحاصلة على جائزة الإبداع العربي بالشارقة وجائزة أفضل إصدار عماني لعام 2009 عن روايتها «الأشياء ليست في أماكنها».

## سيرتها المهنية
هدى حمد هي كاتبة وصحفية عمانية ولدت في مدينة رستاق عام 1981. تخرجت في جامعة حلب في سوريا وحصلت على شهادة البكالوريوس في الأدب العربي. وعملت كصحفية في القسم الثقافي لجريدة عمان. وتولت منصب رئيس تحرير مجلة إلكترونية اسمها «أكثر من حياة» وهي أول مجلة إلكترونية متخصصة في عروض الكتب في عمان. وتعمل حمد الآن منسقة تحرير في المجلة الثقافية العمانية «نزوى». ونشرت حتى الآن خمس مجموعات قصصية منها «نميمة مالحة»، و«ليس بالضبط كما أريد»، و«الإشارة البرتقالية»، و«التي تعد السلالم»؛ كما أنها ألفت ثلاث روايات منها روايتها الأولى «الأشياء ليست في أماكنها» الصادرة عن دار الآداب اللبنانية والتي فازت بالمركز الأول في مسابقة الشارقة للإبداع العربي عام 2009، كما فازت الرواية نفسها بالمركز الأول لأفضل كتاب إصدار عماني عام 2009. وهذا بالإضافة إلى أن ورايتيها «التي تعد السلالم» و«سندرلات مسقط» كانتا ضمن الروايات الست في ورشة «محترف كيف تكتب رواية؟» للكاتبة اللبنانية نجوى بركات.

## مؤلفاتها

### مجموعات قصصية
- نميمة مالحة، مؤسسة الانتشار العربي، 2006، (ISBN:9953476802)
- ليس بالضبط كما أريد، مؤسسة الانتشار العربي، 2009 (ISBN:9789953529585)
- الإشارة البرتقالية، مؤسسة الانتشار العربي، 2013، (ISBN:9786144043776)
- أنا الوحيد الذي أكل التفاحة، مؤسسة الانتشار العربي، 2018 (ISBN:9789953931296)

### روايات
- الأشياء ليست في أماكنها، دائرة الثقافة والإعلام، 2009، (ISBN:9789953930138)
- التي تعد السلالم، دار الآداب، 2014 (ISBN:9789953894553)
- أسامينا، دار الآداب، 2019 (ISBN: 9953896526)
- سندريلات مسقط، دار الآداب، 2016 (ISBN:9789953895239)

## الجوائز
- 2009: فازت روايتها «الأشياء ليست في مكانها» بالمركز الأول في مسابقة الإبداع العربي بالشارقة.[1][3]
- 2009: حازت روايتها «الأشياء ليست في مكانها» على جائزة أفضل إصدار في نفس العام.[1][3]
- 2014: رواية «التي تعد السلالم» و«سندريلات مسقط» ضمن الروايات الست في ورشة محترف نجوى بركات.[1]